# Ketobemidon

Strukturformel för ketobemidon.

Ketobemidon (summaformel C15H21NO2, IUPAC-namn 4-(3-hydroxifenyl)-1-metyl-4-propanonylpiperidin) är kraftigt smärtstillande substans, ett narkotiskt analgetikum, tillhörande gruppen opioider. Ketobemidon används vid alla former av svår smärta, till exempel vid cancer, njur- och gallsten, frakturer, hjärtinfarkt och postoperativt samt vid förlossning. Det används också som komplement till regional anestesi.
Substansen är mycket lik morfin avseende dosering, effekt och biverkningar. Varunamn för ketobemidon i Sverige är bland annat Ketogan, och medlet används i stort sett bara i Skandinavien, där Danmark toppar statistiken över användningen.
Ketobemidon är ett beroendeframkallande medel och är narkotikaklassat. Det ingår i förteckningarna N I och N IV i 1961 års allmänna narkotikakonvention, samt i förteckning II i Sverige.